# Mięsień oczodołowy
Mięsień oczodołowy, mięsień oczodołowy Müllera (łac. musculus orbitalis) – w anatomii człowieka jeden z mięśni otaczających gałkę oczną. Jest to cienka warstwa mięśni gładkich przebiegająca głównie poprzecznie, wplatając się w błonę oczodołową, która zamyka szczelinę oczodołową dolną.
Mięsień ten jest unerwiony współczulnie przez zwój rzęskowy ze splotu szyjno-tętniczego wewnętrznego. Ma wpływ na położenie gałki ocznej w oczodole – przy pobudzeniu układu współczulnego powoduje lekki wytrzeszcz, a lekkie zapadnięcie przy jego porażeniu.
Nazwa eponimiczna upamiętnia niemieckiego anatoma Heinricha Müllera, podobnie jak również nazywane mięśniami Müllera włókna okrężne mięśnia rzęskowego.